# Phillips Exeter Academy

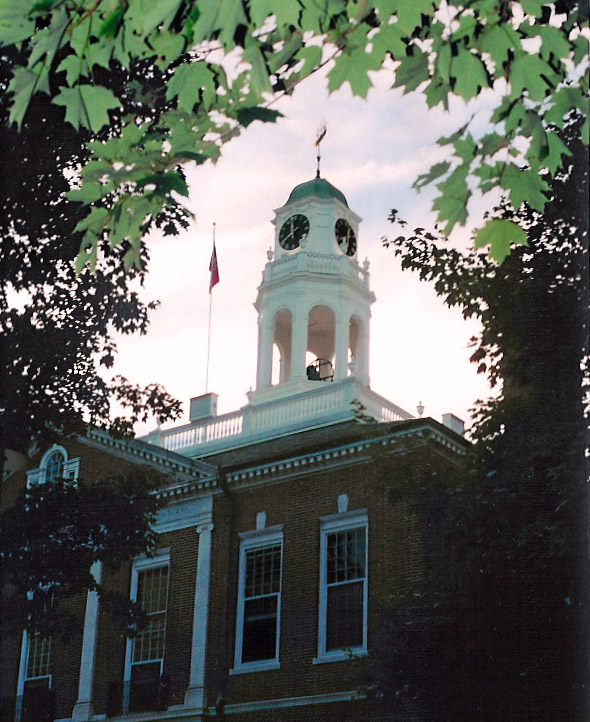
PEA

Die Phillips Exeter Academy (kurz Exeter, Phillips Exeter oder PEA genannt) ist ein unabhängiges gemischtes Internat für die Jahrgangsstufen 9 bis 12. Die Schule liegt in Exeter (New Hampshire), USA, ungefähr 80 Kilometer nördlich von Boston.
Die Schule ist prestigeträchtig und verfügte 2017 über finanzielle Mittel von über 1,3 Milliarden US-Dollar, was es der Schule erlaubt, großzügig Stipendien zu vergeben. Es besteht eine inoffizielle Beziehung der Schule zu der Harvard University und viele Schüler immatrikulieren sich an der bekannten Hochschule.
Über 80 % der Schüler (Exonians) leben auf dem Schulgelände und die restlichen 20 % kommen aus dem umliegenden Gebiet. Die Schule ist seit 1970 auch für Mädchen offen.

## Alte Sprachen
Es werden Latein und Altgriechisch unterrichtet.

## Alumni
Bekannte Abgänger sind (mit Jahrgang des Abschlusses in Klammern):
- Lewis Cass (1792) – Staatssekretär
- Daniel Webster (1796) – Politiker
- George Bancroft (1811) – Historiker und Gründer der United States Naval Academy.
- Franklin Pierce (1820) – 14. Präsident der USA
- George S. Morison (1859) – Bauingenieur, entwarf u. a. die Frisco Bridge (1892) sowie die Soule Hall (1893), Peabody Hall (1896) und Hoyt Hall (1903) der Schule
- Frederick Winslow Taylor (1874) –  Ingenieur und Arbeitswissenschaftler, Präsident der American Society of Mechanical Engineers (ASME) 1906–1907
- Gifford Pinchot (1885) – Forstwissenschaftler
- David H. Buffum (~1913) – Diplomat
- Lawrence Dennis (~1914) – Diplomat
- James Agee (1928) – Autor
- Lex Barker (1938) – Schauspieler
- Gore Vidal (1943) – Autor
- George Plimpton (1944) – Autor
- Donald Hall (1947) – Dichter
- John R. Harrison (1951) – Journalist
- John Negroponte (1956) – erster Director of National Intelligence
- Peter Benchley (1957)- Journalist und Autor
- Daniel Dennett (1959) – Philosoph
- John Irving (1961) – Autor
- David Finkelhor (1964) – Soziologe
- Judd Gregg (1965) – Politiker
- Lawrence Lasker (1967) – Produzent und Drehbuchautor von Sneakers
- Benmont Tench (1971) – Musiker
- Ned Lamont (1972) – Geschäftsmann und Politiker
- Paul Klebnikov (1981) – Journalist
- Dan Brown (1982) – Autor (Sakrileg u. a.)
- Chang-Rae Lee (1983) – Autor
- Alessandro Nivola (1990) – Schauspieler
- Mark Zuckerberg (2002) – Schöpfer von Facebook
- Erik Per Sullivan (2009) – Schauspieler
- Win Butler – Musiker (Arcade Fire)
- William Butler (2001) – Musiker (Arcade Fire)
- Thomas Larkin (2009) – Eishockeyspieler
- Duncan Robinson (2013) – Basketballspieler